# 14605 Hyeyeonchoi
14605 Hyeyeonchoi eller 1998 SD123 är en asteroid i huvudbältet som upptäcktes den 26 september 1998 av LINEAR i Socorro County, New Mexico. Den är uppkallad efter Hyeyeon Choi.
Asteroiden har en diameter på ungefär 4 kilometer.